# クレイグ・ヌーン
クレイグ・ヌーン（Craig Noone、1987年11月17日 - ）は、イングランド・カークビー出身の元プロサッカー選手。現役時代のポジションはMF。

## 経歴
9歳の時に出身地にほど近いリヴァプールFCのアカデミーでプレーを始めたが、2年で退団。その後はアマチュアクラブでプレーを続け、ノンリーグのクラブでシニアデビュー。
2008年8月、プリマス・アーガイルFCと2年契約を結んだ。9月27日のバーンリーFC戦でプロデビュー。
2010年12月31日、ブライトン・アンド・ホーヴ・アルビオンFCに移籍。加入から半年足らずでリーグ1優勝を果たした。
2012年8月29日、カーディフ・シティFCに移籍。契約は4年で移籍金は100万ポンド。加入初年度から主力に定着し、チャンピオンシップ優勝とプレミアリーグ昇格に貢献した。
2017年8月31日、ボルトン・ワンダラーズFCと2年契約を結んだ。
2019年6月、メルボルン・シティFCへ移籍。

## 所属クラブ
- スケルマーズデール・ユナイテッドFC 2005-2007
- バースコーFC 2007-2008
- サウスポートFC 2008
- プリマス・アーガイルFC 2008-2011

→ エクセター・シティFC 2009 (loan)
- ブライトン・アンド・ホーヴ・アルビオンFC 2011-2012
- カーディフ・シティFC 2012-2017
- ボルトン・ワンダラーズFC 2017-2019
- メルボルン・シティFC 2019-2021
- マッカーサーFC 2021-2023

## タイトル

### クラブ
ブライトン
- フットボールリーグ1: 2010–11

カーディフ
- フットボールリーグ・チャンピオンシップ: 2012–13

メルボルン・シティ
- Aリーグ: 2020-21

マッカーサーFC
- FFAカップ: 2022